# Grants galago
De Grants galago (Paragalago granti) is een zoogdier uit de familie van de galago's (Galagidae). De wetenschappelijke naam van de soort werd voor het eerst geldig gepubliceerd door Thomas & Wroughton in 1907.

## Voorkomen
De soort komt voor in Malawi, Mozambique, Tanzania en Zimbabwe.